# Uni-Trade Stadium
El Estadio Uni-Trade es un estadio de béisbol localizado en la ciudad de Laredo, Texas, EUA.
A partir de la temporada 2018 es casa de los Tecolotes de los Dos Laredos, equipo que compite en la Liga Mexicana de Béisbol.